# 柳约翰
柳约翰（1967年7月10日—），原名柳俊（音譯），韩裔美籍法律学者，现任美国加州大学伯克利分校法学院教授，曾在小布什总统任内出任美国司法部高级官员，因其批准美国陆军与中央情报局在伊拉克战争中对战俘施行暴力审讯（尤其是使用“坐水凳”方式）而饱受争议。

## 生平
柳约翰生於韩国漢城（後改名首爾），年少时同父母移民美国并定居费城，1993年获得宾夕法尼亚州律师从业资格，在加州大学伯克利分校法学院就任教授。
2001年，小布什政府聘请柳约翰就任副助理司法部长，任期中主持批准对美国反恐战争中俘获的战俘实施被外界普遍视作酷刑的“加强审讯”，其中“坐水凳”一项尤其受到争议。柳约翰认为，美国施行的这些审讯手段不受到日内瓦公约中保护战俘权利条款的限制，同时布什政府批准这些审讯手段也不违反1996年颁布的《反战争罪法》。另外，柳约翰还为布什政府实施的新窃听计划提供了法律依据。柳约翰的法律意见受到了布什政府其他官员的反对，其中包括时任国务卿的鲍威尔和海军总法律顾问Alberto J. Mora。柳约翰离任后的2003年到2004年间，司法部陆续撤销了其就任期间负责制定的政策，且于2009年颁布了一份调查报告谴责了柳约翰“故意的专业失当”，然而柳约翰本人认为这些调查是出于政党斗争而对他实施的报复行为。奥巴马就任总统后正式宣布撤销其就任期间提出的法律意见。
2008年，一名在反恐战争期间获刑的美国公民José Padilla起诉柳约翰失职导致其受到政府不公正待遇。美国北加州区法院判决柳约翰一审败诉，但其后第九巡回法院撤销原判，判决柳约翰无过失。曾任布什政府国务卿的鲍威尔在此案宣判后表示其认为柳约翰的作为违反了职业道德与法律。2009年，一名西班牙法官指示西班牙检查部门调查柳约翰等六名布什政府高官（媒体称其为“布什六人帮”）任期内可能犯下的战争与反人类罪，但是西班牙检方拒绝提出起诉。
尽管其行政经历饱受质疑，柳约翰从2003年退出政府后一直享受加州大学伯克利大学的教授待遇。校方称柳约翰的政见受到学术自由的保护，并且拒绝了批评者提出的聘约解除要求。柳约翰则批判反对其政见的伯克利师生为“停留在越战期间的原始穴居人类”，但是也声称他“非常喜欢在伯克利任教”。

## 出版书籍
- . University of Chicago Press. 2005. ISBN 0-226-96031-5.
- . Atlantic Monthly Press. 2006. ISBN 0-87113-945-6.
- . Kaplan Publishing. 2010. ISBN 1-60714-555-3.
- . Julian Ku (co-author) (Oxford University Press). 2012.
- . Oxford University Press. 2014.